# Sironia, Texas
Sironia, Texas est un roman de Madison Cooper (en) décrivant la vie au début du XXe siècle à Sironia, ville texane fictive. Il a remporté le Houghton Mifflin Literary Award. Sironia est une probable référence à la ville d'origine de Cooper, Waco. Le livre, écrit sur une période de 11 ans, est publié en 1952.